# Parkia velutina
Parkia velutina är en ärtväxtart som beskrevs av Raymond Benoist. Parkia velutina ingår i släktet Parkia och familjen ärtväxter. Inga underarter finns listade i Catalogue of Life.